# Trichomanes trigonum
Trichomanes trigonum là một loài thực vật có mạch trong họ Hymenophyllaceae. Loài này được Desv. miêu tả khoa học đầu tiên năm 1811.